# La alcahueta (Vermeer)
La alcahueta, también En casa de la alcahueta (en neerlandés De koppelaarster), es una obra pictórica del pintor holandés Johannes Vermeer del año 1656.

## Contexto
Con esta obra Vermeer aborda la pintura de género, particularmente la denominada de burdel (Bordeeltje), una ya desarrollada por otros autores como el caravaggista Dirck van Baburen (con una obra del mismo nombre) y  que pertenecía a la suegra de Vermeer, lo que influyó en su obra, pues es representado en otro cuadro suyo (Mujer sentada tocando la espineta, 1673). Este subgénero era muy apreciado en la sociedad holandesa de la época, pues servía de contraposición ante la creciente moral puritana de sus días.
En general, los Bordeeltjes derivan de una parábola bíblica, la del hijo pródigo que malgasta su fortuna en una vida licenciosa (Lucas 15:11-32). Como ocurre con muchos de estos cuadros, no son simplemente una representación ingenua de la realidad, sino la apelación a las normas y los valores modélicos promovidos en la sociedad contemporánea del pintor.

## Descripción
Una mujer joven de rojizas mejillas, tal vez por causa del vino, borracha, abre su mano derecha para recibir las monedas que el hombre del sombrero de plumas se dispone a entregarle por sus servicios. El trabajo de encaje de bolillos sobre el tapiz que cubre la mesa hace suponer que la escena es casera, posiblemente una relación extramarital propiciada por la alcahueta vestida de negro que supervisa la acción.
En su obra Vermeer. La obra completa, Norbert Schneider indica que la figura masculina de negro junto a la alcahueta es «probablemente el único autorretrato de Vermeer».